# Rendžó Šimooka
Rendžó Šimooka (下岡 蓮杖, 24. března 1823 – 3. března 1914) byl japonský fotograf a jeden z prvních profesionálních fotografů v Japonsku. Otevřel si první studio komerční fotografie v Jokohamě a v Japonsku je považován za otce japonské fotografie.

## Raný život
Narodil se jako Sakurada Hisanosuke v Šimodě na poloostrově Izu v centrálním Honšú do samurajské rodiny. Když mu bylo třináct, přestěhoval se do Eda (Tokio), aby studoval malbu a sloužil jako učeň obchodníkovi s akciemi. V roce 1843 sloužil v dělostřelecké baterii v Šimodě, kde se seznámi s procesem daguerotypie z Nizozemska. Některé zdroje však uvádějí, že s fotografií nepřišel do styku, dokud se nevrátil do Eda, kde studoval umění, stal se studentem Kanō Tōsena Nakanobua, dobře zavedeného malíře ve službě šógunovi. Tyto zdroje uvědějí, že viděl nizozemskou fotografii v domě člena klanu Tokugawa. Fotografii začal studovat, a v roce 1859 nebo 1860 se přestěhoval do Jokohamy, kde začal fotografovat.

## Fotografie
Renjó získal svůj první fotoaparát v roce 1861 od amerického fotografa Johna Wilsona tím, že jej vyměnil za obraz panoramatické scény. Krátce nato opustil studium malby a fotografoval jako kariéra. V roce 1862 otevřel fotografické studio v Jokohamě, jedno z prvních v zemi. Pokračoval otevřít studia ve městě, primárně se zaměřit na portrétování, a změnil jeho jméno na Šimooka Renjó v 1865. Od roku 1877 učil mnoho fotografických studentů a učňů, než odešel z podnikání. Byl zvolen do Japonské fotografické společnosti v roce 1893.

### Význam
Renjův význam pro historii fotografie spočívá v tom, že pomáhal zavádět a šířit fotografii v rámci industrializace v japonské éře Meidži. Jeho komerční studio v Jokohamě bylo po mnoho let považováno za absolutně první v zemi. Nedávné objevy zjistily, že Ukai Gyokusen otevřel studio portrétů pro ambrotypie v Edu jen rok nebo dva předtím, než Renjō otevřel své studio v roce 1862. Chemik Ueno Hikoma začal provozovat studio v Nagasaki koncem téhož roku. Přesto byl Renjō stále jedním z prvních profesionálních fotografů národa a jedním z nejúspěšnějších. Během své kariéry otevřel několik dalších studií a podniků napříč Jokohamou. Mezi další jeho současníky patřili: Učida Kuiči a Kakoku Šima.)
Kromě toho, že byl Renjó průkopníkem umění, pomohl také šířit fotografii v Japonsku tím, že ji učil mnoho svých dalších krajanů. Například byl učitelem skvělého fotografa Jokojamy Macusaburó, který u něj začal studovat v roce 1864. Kromě jiných k němu chodili studovat například Usui Shusaburo, Esaki Reiji a Suzuki Shinichi I a II.
Za své zásluhy ve fotografii získal ocenění města Tokia a v roce 1893 byl zvolen členem Japonské fotografické společnosti.

## Galerie

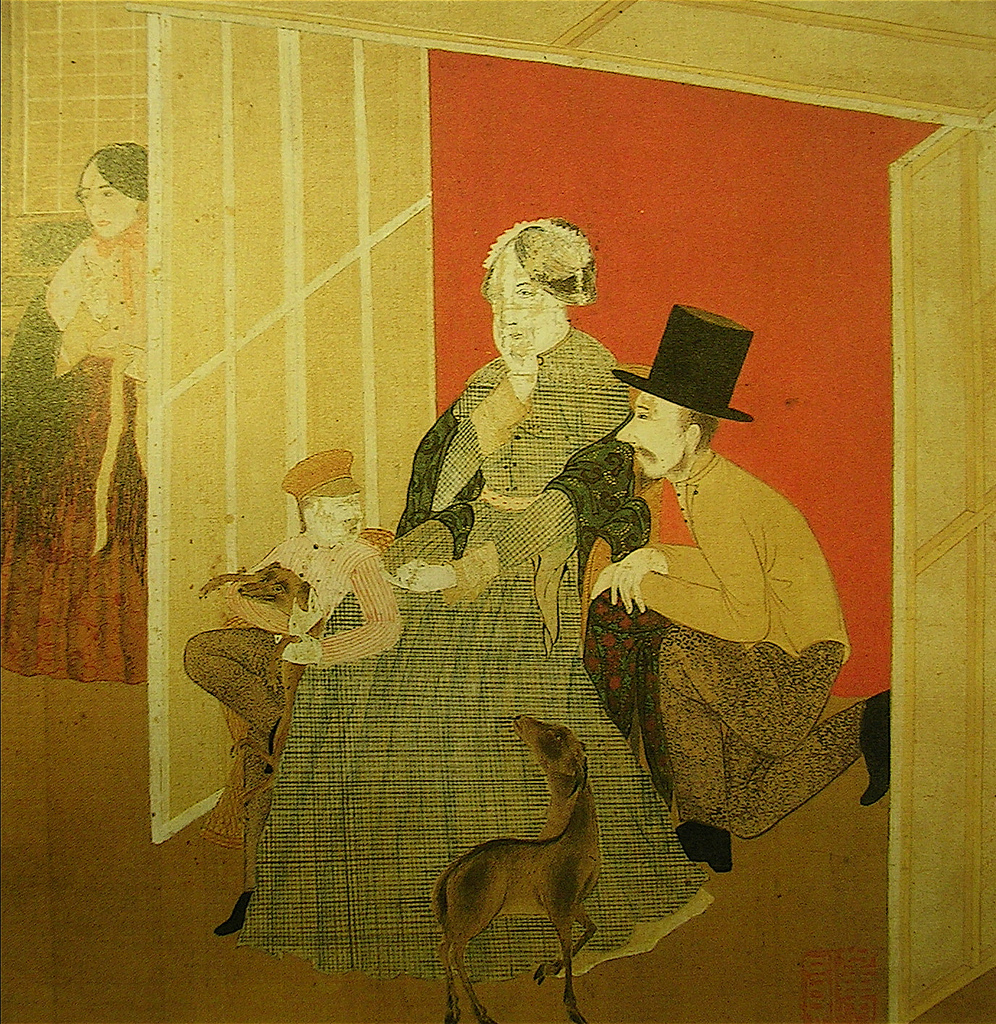
Horanda Fūzoku (obrázek holandského žánru) kolem roku 1863 na hedvábí
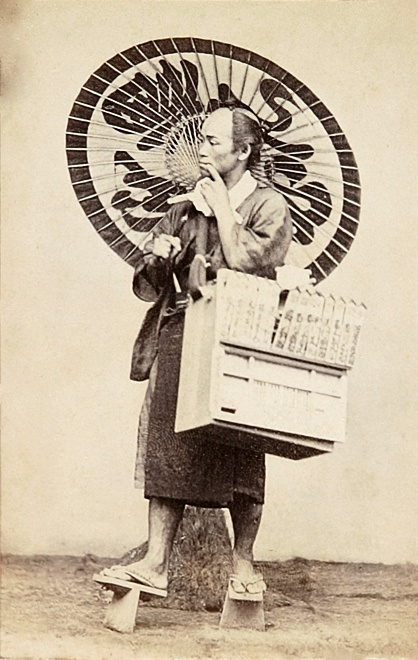
Kowairozukai, asi 1870
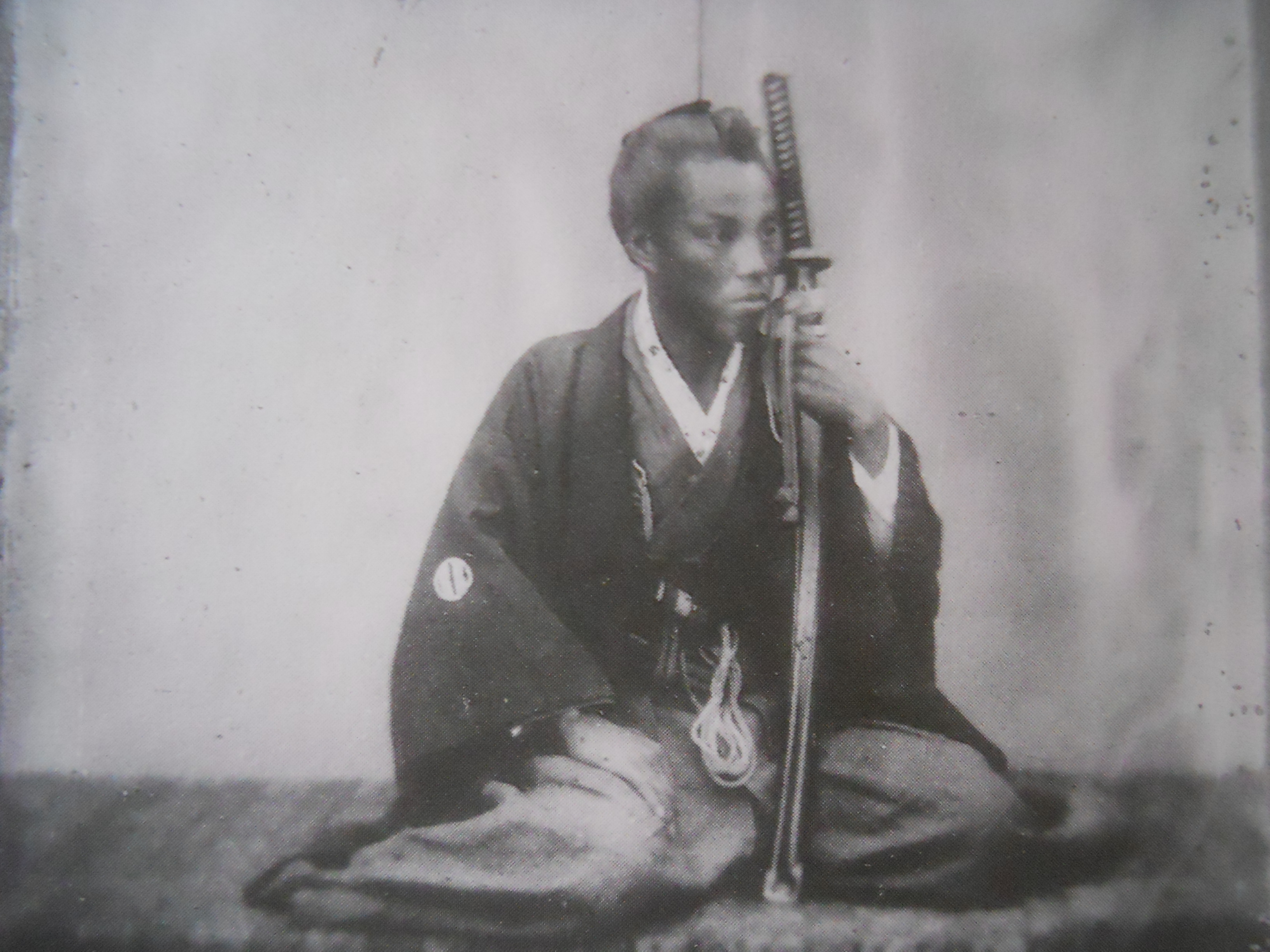
Yošida Joutoku